# Напис Куль-тегіна
Напис Кюль-тегіна, Кюльтегіна напис — пам'ятка давньотюркської писемності. Установлена біля монастиря Ердені Цзу на річці Орхон, за 40 км на північ від руїн міста Карабаласаган у Монголії (8 ст.). Висота пам'ятника 3,15 м, ширина 1,34, товщина 0,41 м. Перші відомості про Культегінський пам'ятник були опубліковані в 19 ст. У науці існувала думка, що невідомі кам'яні написи був давніми кельтськими, готськими, грецькими, слов'янськими, скандинавськими, фінськими, навіть монгольськими або калмицькими. У 1893 році Вільгельм Томсен довів, що написи написані давньотюркською мовою, перші прочитані ним слова були «тенгрі» та «тюрк». Тюркологи Вільгельм Радлов, С. Ю. Малов, казахські С. Аманжолов, Г. Г. Айдаров, К. Оміралієв та інші прочитали Орхонські написи та досліджували їх у мовному, літературному, історичному відношенні. І. В. Стебльова вперше проаналізувала Орхонські написи як художній твір. Два пам'ятники, встановлені на могилі Куль-Тегін, в науці отримали назву «малий напис» і «великий напис». Кожну з них можна назвати героїчною поемою, яка оспівує військові походи легендарного військового полководця тюркської держави Куль-Тегін. Автор двох поем про Куль-тегін батир — поет, відомий громадський діяч Йоллиг-тегін (VIII ст.). Поема «Куль-тегін» («малий напис») складається з восьми самостійних текстів, тісно пов'язаних між собою за сюжетом. Кожен текст — за своїм змістом окрема розповідь. «Великий напис» поеми «Куль-тегін» складається з 428 віршованих рядків (за рунічним письмом, на надгробку 53 ряду написів). Головна ідея поеми «Куль-тегін» — заклик тюркського народу до єдності, спільної боротьби проти зовнішнього ворога, збереження традицій та звичаїв стародавніх предків. Наприкінці поеми розповідається, як тюркський народ переживав із приводу кончини Куль-тегін батира, як на його похорон прибули відомі люди — посли, батири, беки, майстри-каменотеси та ін. Поема «Куль-тегін» — високохудожній поетичний твір із глибоким ідейним змістом. 18 травня 2001 року у місті Астана у будівлі Євразійського університету ім. Л. Гумільова було встановлено копію Культегінської пам'ятки писемності.